# Muzică dōjin

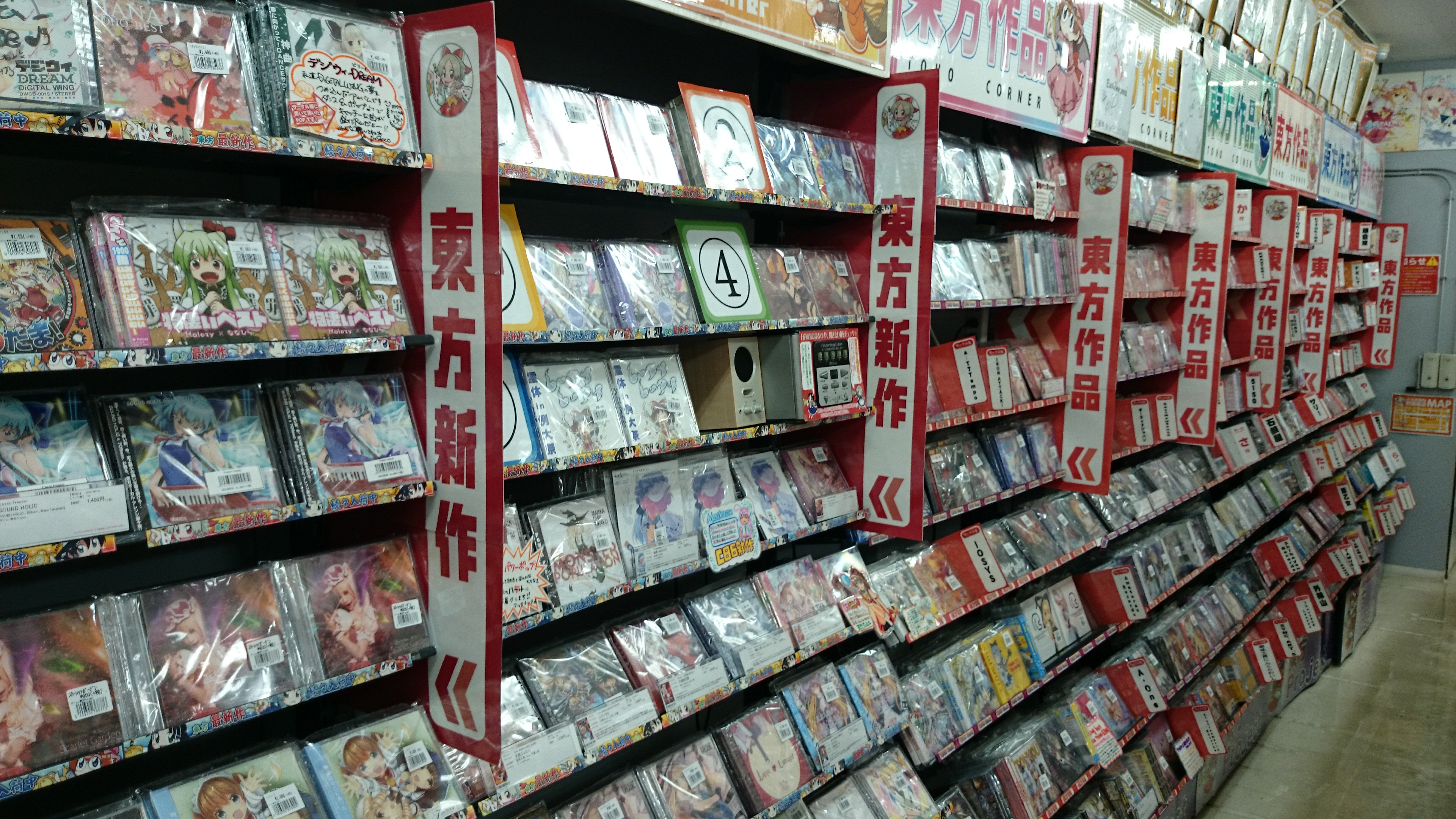
Un magazin care vinde CD-uri cu muzică dōjin din Touhou Project.

Muzică dōjin (同人音楽 dōjin ongaku?), numită și otokei dōjin (音系同人?) în Japonia, este o subcategorie a activităților dōjin. Dōjin se referă la lucrări auto-publicate, neoficiale, care pot fi bazate pe produse oficiale sau pot fi creații complet originale. Aceste produse sunt vândute online pe site-uri specializate, pe site-urile proprii ale autorilor și la convenții precum popularul Comiket.

## Genuri și producție
Muzica dōjin nu reprezintă un gen muzical în sine, ci indică un mod specific de publicare, similar termenului „indie” utilizat în alte contexte.
Adesea, această muzică include aranjamente realizate de fani ale coloanelor sonore din jocuri video. Totuși, există și multă muzică dōjin originală, creată atât pentru jocuri dōjin, cât și independent, acoperind o gamă largă de genuri muzicale, precum pop, rock, techno, trance, hardcore și multe altele.
Prin natura sa, muzica dōjin este auto-produsă la costuri reduse de artiști independenți. Software-ul pentru studioul din casă este de obicei preferat de compozitorii de muzică dōjin, deoarece este mai accesibil decât înregistrările live în studiouri profesionale. Astfel, majoritatea pieselor dōjin au o calitate distinct sintetică. Este comună utilizarea unui instrument live (cum ar fi chitara) acompaniat de orchestrații sintetice, deși instrumentația completă devine din ce în ce mai frecventă în muzica dōjin, incluzând lucrări orchestrale sau jazz doujin.

## Organizare
Artiștii de muzică dōjin pot fi solo sau trupe. Este foarte comun ca membrii diferitelor grupuri să colaboreze la un album. Unele proiecte, precum Woodsoft, sunt colaborări între mai mulți artiști care contribuie la o temă specifică pentru fiecare dintre albumele lor.
Fiecare membru al unui grup are de obicei propriul site, unde își publică lucrările personale, disponibile gratuit pentru descărcare, și oferă actualizări despre implicarea lor în albume viitoare. Unii artiști nu lansează niciodată albume și își limitează activitatea artistică la lansări gratuite. Grupurile cele mai productive lansează, de regulă, două albume pe an, la convențiile de vară și iarnă Comiket, albumele full-length având un preț mediu de 1000 de yeni. Artiștii cei mai implicați și populari sunt de obicei prezenți atât pe albumele grupurilor proprii, cât și ca invitați pe CD-urile altor grupuri.
Pe lângă Comiket, alte evenimente majore din Japonia dedicate muzicii dōjin includ: Summitul bianual muzical M3 și Hakurei Shrine Reitaisai, un eveniment care include și muzică inspirată din Touhou Project.

## Versuri dōjin
Uneori, oamenii rescriu versurile unui cântec anime existent pentru a crea o melodie dōjin sau adaugă versuri la un track instrumental dintr-un anime. Aceste melodii sunt denumite „versuri dōjin" (同人詞 dōjin shi?). Versurile dōjin sunt scrise frecvent în japoneză, chineză sau coreeană.
Mai mult, există și fan dubs în diferite limbi ale melodiilor din ABDJ (anime, benzi desenate, jocuri), muzică de jocuri video sau piese Vocaloid⁠(d), inclusiv în engleză, spaniolă și alte limbi.